# Lubbert Sickinghe
Lubbert Sickinghe (ca. 1320 - 1383 of 1384) was tiendheer van de Postinghe-tienden en de Tamminga-tienden en meerdere periodes burgemeester van de stad Groningen tussen 1354 en 1383. Hij geldt als stamvader van de (anno 21e eeuw) nog bestaande Groningse tak van het oud adellijke regentengeslacht Sickinghe. Lubbert was mogelijk een nazaat van de ridder Otto Sickinghe, die in 1257 als een van de eerste burgemeester van Groningen wordt genoemd.    
In 1360 en 1376 werd Lubbert respectievelijk door het kapittel van de Dom van Utrecht en door Reinoud III van Coevorden beleend met tiendrechten in het gebied rond Groningen. Na zijn overlijden tussen juli 1383 en augustus 1384 gingen de Tamminga-tienden over op zijn zoon Johan Sickinghe, aan wie Reinoud IV van Coevorden de belening bevestigde. Later verleende de bisschop van Utrecht, David van Bourgondië, deze tienden aan de kleinzoon van Lubbert, Evert Sickinghe.    

## Leven

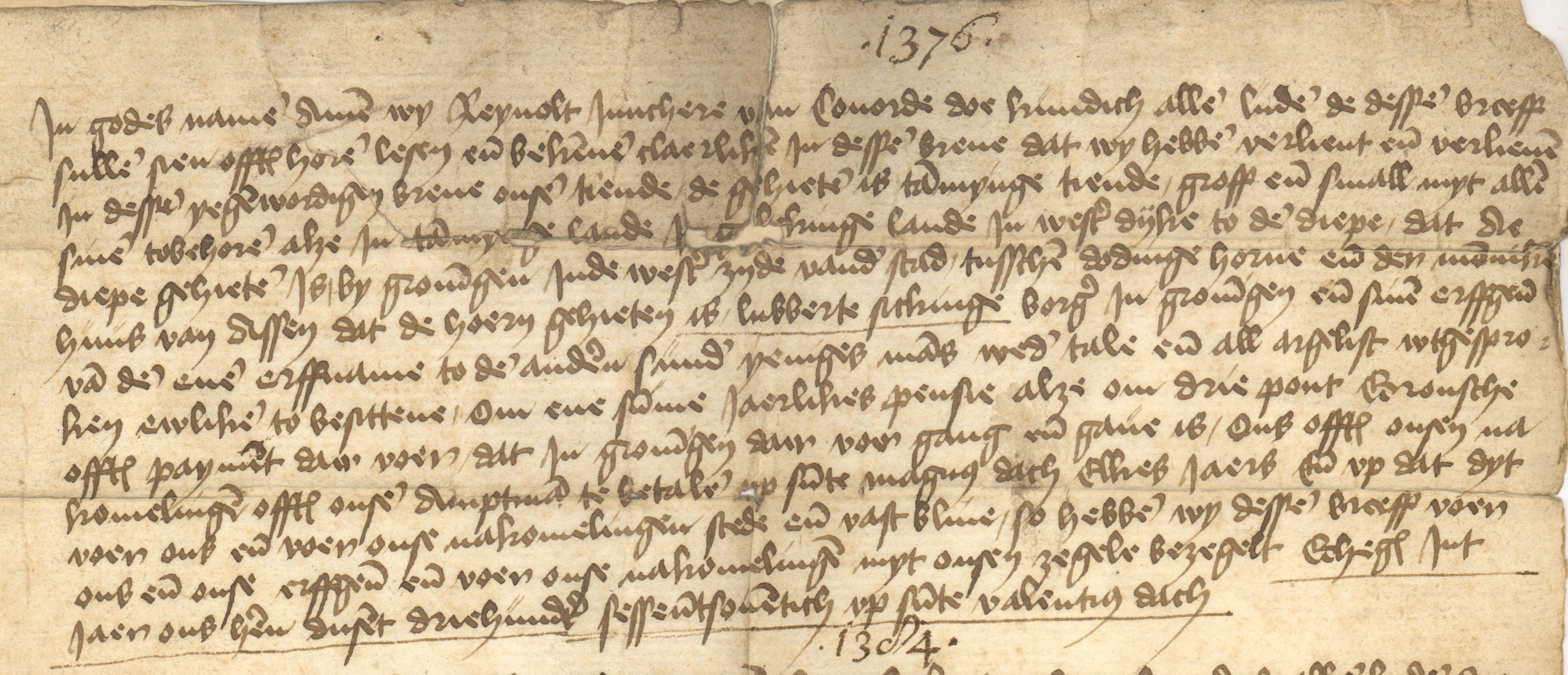
Akte van verlening door Reinoud, jonker van Coevorden, aan Lubbert Sickinghe, burgemeester van Groningen, van de Tamminga tienden in 1376

Van wie Lubbert (ook; Lubbertus) Sickinghe, telg uit het oud adellijke geslacht Sickinghe, een zoon was is nog onduidelijk. Mogelijk stamt hij achtereenvolgens via de burgemeester(s) Gerard Sickinghe en Ludolfus Sickinghe af van ridder Otto Sickinghe. Deze Otto was eveneens burgemeester van Groningen. Otto komt, samen met drie anderen, op een akte uit 1257 voor als een van de vier rekenmeesters van de stad en is daarmee ook een van de eerst bekende burgemeesters van Groningen. Hij werd tot 1951 door het Nederland's Adelsboek erkend stamvader van het geslacht te zijn; waarna Lubbert deze titel overnam. 

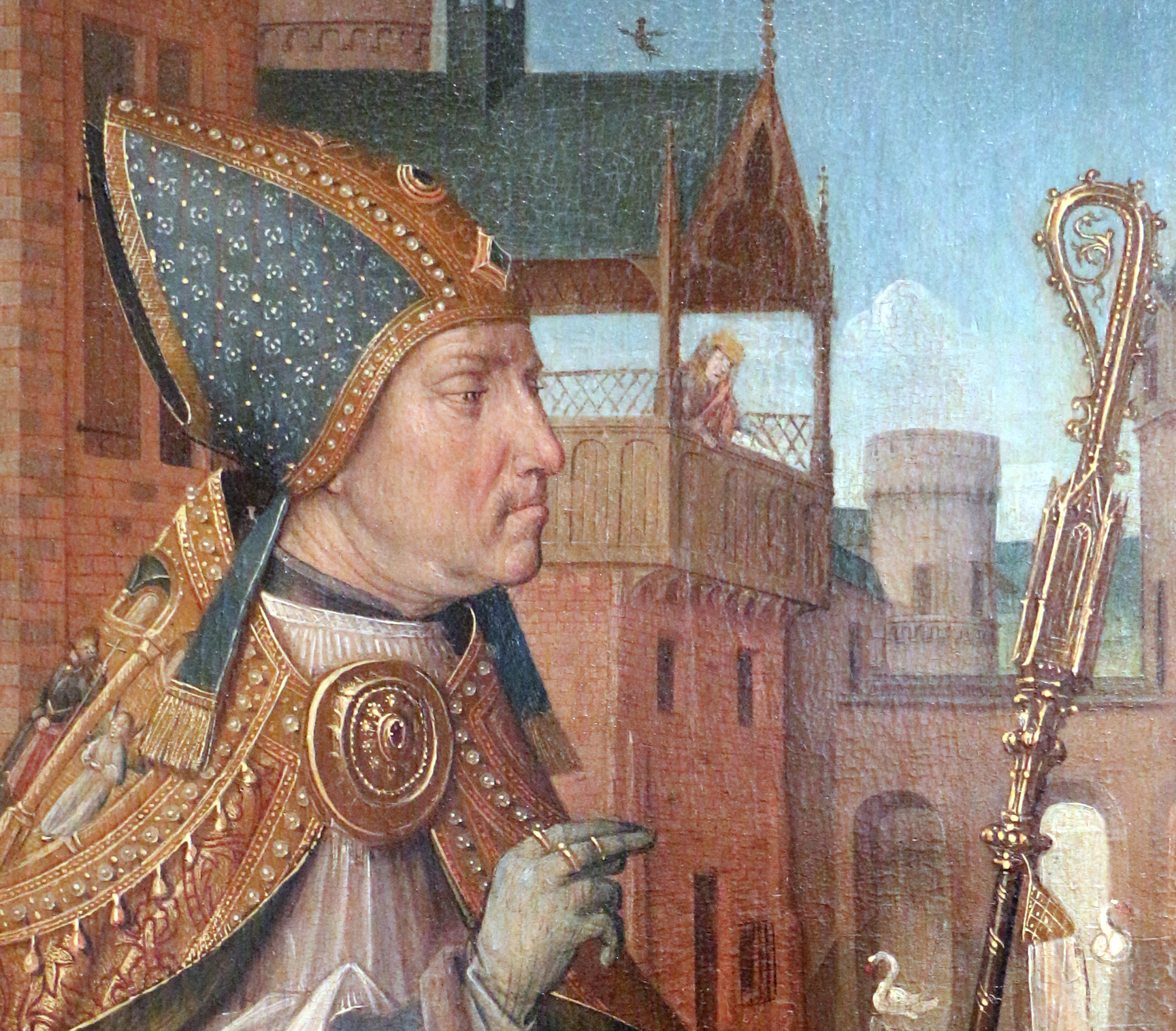
Bisschop David van Bourgondië beleende de kleinzoon van Lubbert, Evert Sickinghe, in 1463 met de Tamminga tienden. Hij was de derde Sickinghe die met deze tienden beleend werd.

Lubbert was zeer waarschijnlijk getrouwd met een vrouw genaamd Aleid. Met haar kreeg hij een zoon: 
- Johan Sickinghe (†1421/1445). Johan was burgemeester van Groningen tussen 1407-1411 en lid van het brouwersgilde te Groningen.

Lubbert was grootvader van onder andere:
- Ludolf Sickinghe (±1390 - ±1472); burgemeester en raadsheer van de stad Groningen
- Evert Sickinghe (±1390 - ±1472), hoofdeling te Winsum, proost van Loppersum, schoonzoon van van de bekende Oost-Friese hoofdeling en legeraanvoerder Focko Ukena.
- Feyo I Sickinghe (†1472); heer borg te Winsum

In 1360 verpachtten Deken en Kapittel van de Dom van Utrecht Sickinghe de Postinghe-tienden bij Helpen. In 1376 beleent Reinoud van Coevorden Lubbert Sickinghe met de 'Tamminge tienden gelegen in Tammingelanden in Galekinde lande ten westen van de Aa tussen dodinge horne en het monniken huis van Asse, dat de naam hoern draagt. Sint-Valentius'. Het tiendrecht was het recht van een heer om als belasting een tiende deel van de oogst of van jonggeboren vee op te eisen. Later verklaart de officiaal te Utrecht dat Lubbert Sickinghe enige verplichtingen op zich neemt. Lubbert overleed waarschijnlijk tussen 4 juli 1383 en 9 augustus 1384.
In 1383 gaan de tienden over op zijn zoon Johan I Sickinghe. In 1463 beleent de bisschop David van Bourgondië (1427-1496) de kleinzoon van Lubbert, Evert Sickinghe, met de Tamminga-tiende.

## Werk

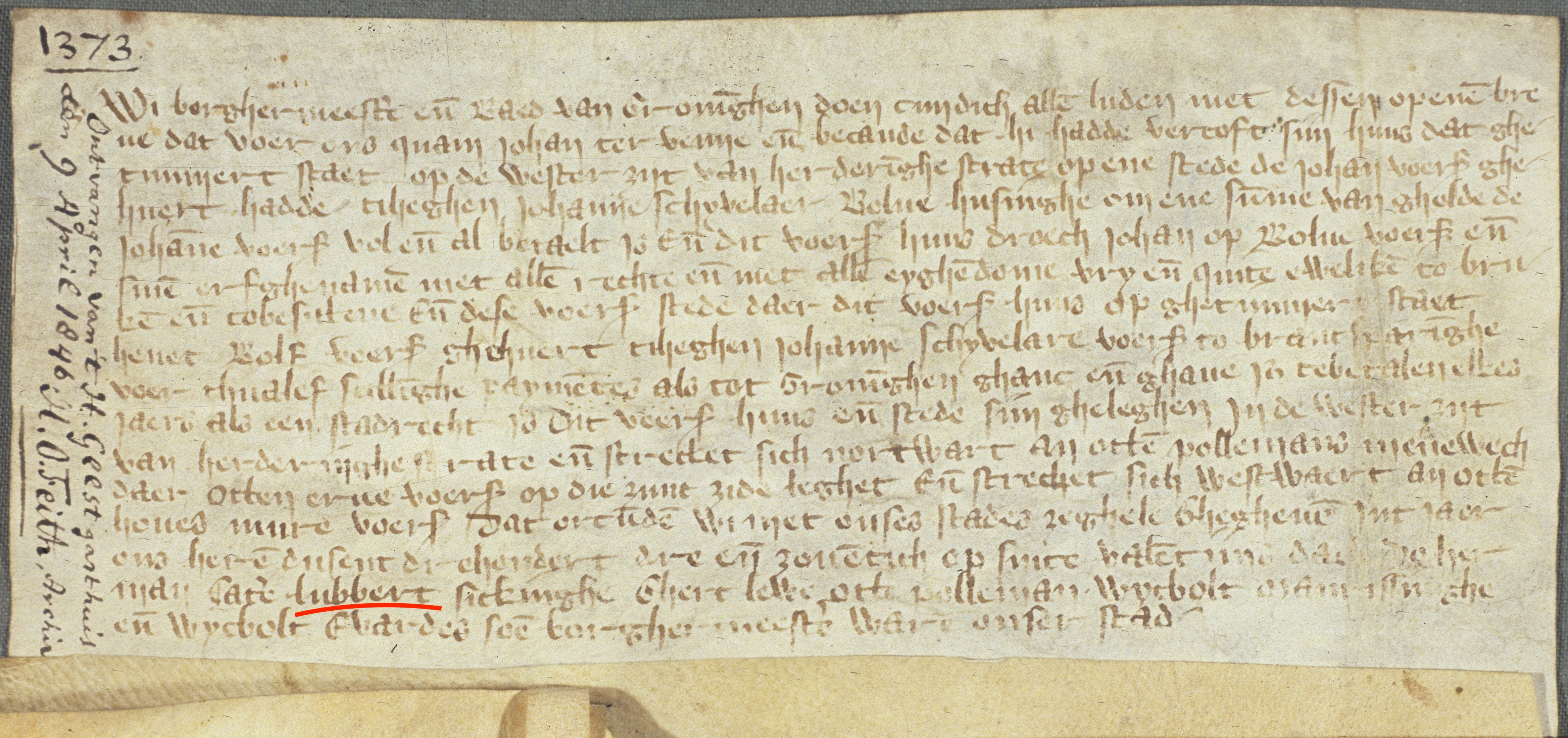
Burgemeester Lubbert Sickinghe op de akte van verkoop van Rolf Husinghe uit 14 februari 1373

Sickinghe was een der quatuor burgimagistri (vier burgemeesters) van de stad Groningen in 1354, 1363, 1364, 1365-1368, 1369, 1370 en van 1371 tot 1383. Sickinghe was tijdens zijn periode als burgemeester betrokken bij nagenoeg alle verkopen en geschillen in en rondom de stad.
In 1364 doen de burgemeesters van Groningen, waaronder Sickinghe, een uitspraak in het geschil tussen de Abdij van Aduard en de ingezetenen van Osterwolt en Go en de Acht Zijlvesten betreffende de verschillende waterstaatsbelangen. Ook staat zijn naam op gedateerd stuk uit 1373 (14 februari) bij de verkoop van het huis van Johan ter Venne aan Rolf Husinghe. Of onder een document van 25 januari 1374. Hierin staat dat burgemeesters en raad van Groningen verklaren, dat de heer Tyese, vicaris der Akerk te Groningen, aan de voogden van die kerk een jaarlijkse rente heeft verkocht en overgedragen. In 1383 eiste Floris van Wevelinkhoven (1330-1393), bisschop van Utrecht, de teruggave van de door hem verleende bevestigingsbrief der vrijheden van Groningen en de toezending van een oorkonde van de door hem erkende rechten van de stad. Bij gebrek van beide hield hij de burgemeester 'Lubbert Sicking' verantwoordelijk.

## Stamvader van het geslacht Sickinghe

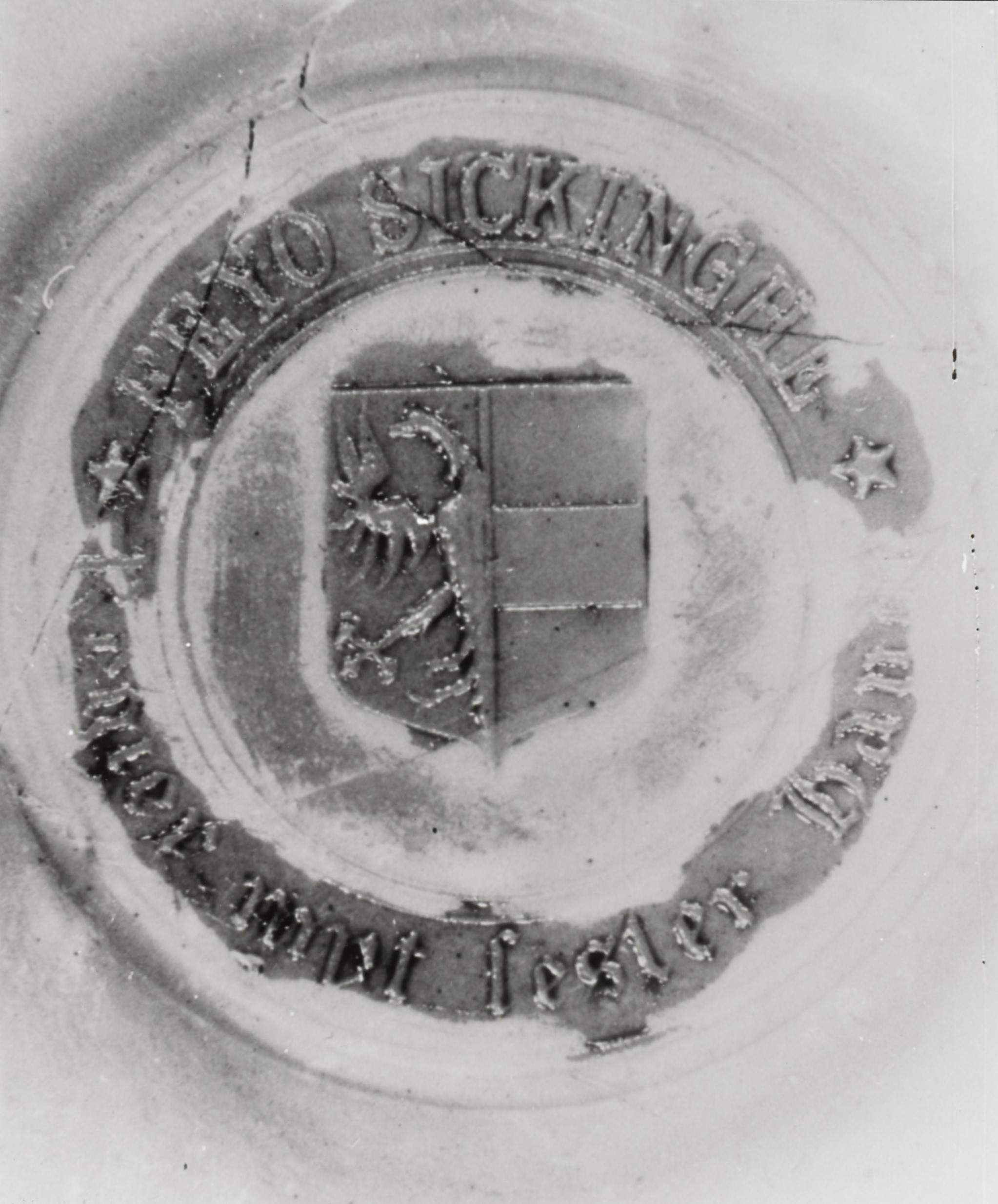
Zegel van Feyo I Sickinghe, kleinkind van Lubbert, met als wapenspreuk: 'Regier met fester hand (ca. 1450)

Volgens het Nederland's Adelsboek geldt Lubbert Sickinghe als stamvader van het adellijke geslacht Sickinghe. Eerdere edities meldde de ridder Otto Sickinghe (±1220 - 1256) en zijn zoon de joncker Gerard Sickinghe (±1279) als stamvaders van het geslacht. Of deze Lubbert een rechtstreekse zoon is van Gerard is nog onduidelijk, dat Otto en Gerard in dezelfde tijd leefden en telgen van het geslacht Sickinghe waren staat vast. Zo was Otto Sickinghe ridder, raadsheer en een van de eerste burgemeesters (een van de Veeren) van de stad Groningen in 1256/1257. De joncker Gerard/Geert Sickinghe was van 1304 tot 1357 herhaaldelijk burgemeester van Groningen en een van de tegenspelers van de prefect van Groningen, Ludolf van Gronebeke. 
Duidelijk is wel dat als Otto Sickinghe in 1257 al burgemeester was en Lubbert in 1354 voor het eerst als burgemeester voorkomt, er dus 97 'ambtelijke' jaren tussen hen te overbruggen zijn. 

### Otto tot Geert
Het Nederland's Adelsboek 44 (1951), p. 270 geeft het volgende aan: "In oudere genealogieën worden hem resp. tot vader en grootvader gegeven Gerard Sickinghe, burgemeester van Groningen tusschen 1304 en '57, die in het Groninger Oirkondenboek wordt vermeld tusschen 1309 en '48, en Otto Sickinghe, die als burgemeester van Groningen voorkomt in 1246 en '57. Hierin werd Otto Sickinghe als stamvader van het geslacht gesteld. Een latere uitgave van het Nederland's Adelsboek, zoals het NA 93 (2008), vermeldt deze eerdere filiatie niet. 
De correspondentie, zoals te lezen in het 'Musiefwerk' van jhr. Duco Wilhelm Sickinghe (1888-1983), laat zien dat er weliswaar consensus bestaat over het feit dat Otto en Gerard tot het geslacht Sickinghe behoren, maar dat men de afstand tussen de geboortejaren en regeerperiodes te groot acht om over te kunnen gaan tot een directe lijn van afstamming. Voldoende bewijzen (van meerdere bronnen) voor deze rechtstreekse lijn van Otto en Geert tot Lubbert, die niet volstrekt onaannemelijk is, ontbreken echter tot dusverre, zo stelde men. De stamlijst opgemaakt door Peter Sickinghe (1455-1532) is een eerste gegeven, een tweede is vereist.
In 2022 volgde de suggestie dat mogelijk Ludolfus Sickinghe (±1245), burgemeester van Groningen in 1284, 1291 en 1292 de zoon zou zijn van Otto Sickinghe en daarmee het gat tussen Otto en Gerard zou kunnen dichten. Het is zeer onwaarschijnlijk dat Otto, Ludolfus en Gerard, net zoals Lubbert, alle drie burgemeester van Groningen waren, dezelfde naam droegen, maar geen familie van elkaar zouden zijn. Aangezien bewijsstukken uit de 13e en 14e eeuw echter zeer schaars zijn is het maar de vraag of er ooit een sluitende theorie zal worden gevonden. Het feit dat op een oorkonde van 7 juni 1408 de 'gebroeders Ludelef (Ludolf Sickinghe) en Otte Sickinghe' voorkomen maakt het wel waarschijnlijk dat deze Otte dus ergens een relatie heeft tot eerder genoemde Otto Sickinghe. Ridder Otto Sickinghe zou daarmee dus een mogelijke link tot de hoofdstam krijgen.

### Geert tot Lubbert
Bovendien zou Lubbert Sickinghe niet de zoon van Gerard Sickinghe maar van Feyo Sickinghe (±1275) zijn. Mogelijk kan de relatie zelfs worden bewezen in vier zoons van Johan Sickinghe, zoon van Lubbert. Onderstaand de namen van vier van zijn zoons (kleinzoons van Lubbert) met daarbij de mogelijke relatie tot eerdergenoemde Sickinghe's:    
- Lubbert (naar Lubbert Sickinghe, erkend stamvader van het geslacht)
- Ludolf (mogelijk naar Ludolf Sickinghe, vader van Gerard)
- Otte (mogelijk naar Otto Sickinghe, eerst bekende naamdrager van het geslacht)
- Feije (mogelijk naar Feyo Sickinghe, vader van Lubbert)

Bovenstaand zou betekenen dat Johan Sickinghe een zoon heeft vernoemd naar zijn vader, een naar zijn grootvader, een naar een oudoom, en een naar zijn betovergrootvader. Zoals bekend vernoemde men destijds geen levende familieleden, dus ook met dat gegeven zou de theorie standhouden. De stamboom zou er volgens de theorie als volgt uitzien:
- Otto Sickinghe (1220-1267), burgemeester van Groningen in 1246, 1256 en 1257
  - Lubertus Sickinghe (circa 1240), burgemeester van Groningen in 1264
  - Ludolfus Sickinghe (±1245), burgemeester van Groningen in 1284, 1291 en 1292
    - Gerard Sickinghe (geb. circa 1279), van 1304 tot 1357 herhaaldelijk burgemeester van Groningen en een van de tegenspelers van de prefect van Groningen
    - Feyo Sickinghe (1275)
      - (Feyeszoon Sickinghe, mogelijk dezelfde als de Feyo uit 1275)
        - Lubbert Sickinghe (circa 1320 - circa 1390), burgemeester van Groningen tussen 1354 en 1383
          - Johan Sickinghe (±1360 - ±1445), burgemeester van Groningen in 1407 en 1411
            - Lubbert Sickinghe, was in 1424 lid van het brouwersgilde
            - Ludolf Sickinghe (±1380 - na 1458), burgemeester van Groningen tussen 1412 en 1443
            - Otte Sickinghe, wordt volgens een request uit 1408 genoemd als broer van Ludolf (Ludelef)
            - Evert Sickinghe (±1390-1472), hoofdeling te Winsum, proost van Loppersum, schoonzoon van van de bekende Oost-Friese hoofdeling en legeraanvoerder Focko Ukena
            - Feyo I Sickinghe (†1472), heer borg te Winsum